# Овинец (Ленинградская область)
Овинец — деревня в Борском сельском поселении Бокситогорского района Ленинградской области.

## История
ОВИНЕЦ — деревня Заречского общества, прихода Колбицкого погоста. Река Чунинка.

Крестьянских дворов — 41. Строений — 105, в том числе жилых — 77. Мелочная лавка.

Число жителей по семейным спискам 1879 г.: 117 м. п., 138 ж. п.; по приходским сведениям 1879 г.: 122 м. п., 137 ж. п.

Сборник Центрального статистического комитета описывал её так:

ОВИНЕЦ — деревня бывшая государственная при реке Чунинке, дворов — 46, жителей — 270; (1885 год)

В конце XIX — начале XX века деревня административно относилась к Большегорской волости 3-го земского участка 1-го стана Тихвинского уезда Новгородской губернии.

ОВИНЕЦ — деревня Забрусенского общества, дворов — 52, жилых домов — 92, число жителей: 133 м. п., 146 ж. п.
 
Занятия жителей — земледелие, лесные промыслы. Речка Чунинка. Часовня, 4 мельницы-толчеи, кузница. (1910 год)

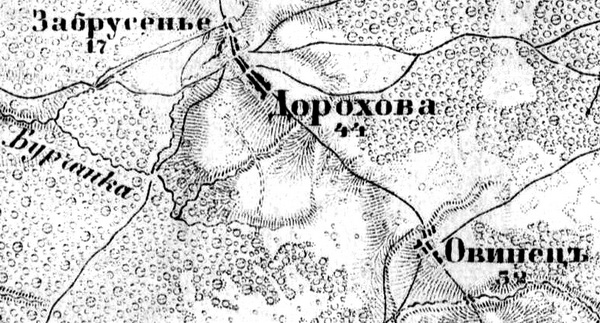
Деревня Овинец на карте 1913 года

Согласно карте Новгородской губернии 1913 года, деревня Овинец насчитывала 32 крестьянских двора.
С 1917 по 1918 год деревня входила в состав Большегорской волости Тихвинского уезда Новгородской губернии.
С 1918 года, в составе Череповецкой губернии.
С 1927 года, в составе Золотовского сельсовета Тихвинского района.
С 1928 года, в составе Большегорского сельсовета.
По данным 1933 года деревня Овинец входила в состав Больше-Горского сельсовета Тихвинского района.
С 1952 года, в составе Бокситогорского района.
С 1963 года, вновь в составе Тихвинского района.
С 1965 года вновь в составе Бокситогорского района. В 1965 году население деревни составляло 101 человек.
По данным 1966 года деревня  Овинец также входила в состав Большегорского сельсовета.
По данным 1973 и 1990 годов деревня Овинец входила в состав Борского сельсовета.
В 1997 году в деревне Овинец Борской волости проживали 6 человек, в 2002 году — 7 человек (все русские).
В 2007 году в деревне Овинец Борского СП проживали 4 человека, в 2010 году — 5.

## География
Деревня расположена в юго-западной части района на автодороге 41К-290 (Дороховая — Овинец).
Расстояние до административного центра поселения — 24 км.
Расстояние до районного центра — 17 км. 
Через деревню протекает река Чунинка.

## Демография
| 1997 | 2002 | 2007 | 2010 | 2013 | 2014 | 2017 |
| ---- | ---- | ---- | ---- | ---- | ---- | ---- |
| 6    | ↗7   | ↘4   | ↗5   | ↗9   | ↗10  | ↗12  |

## Инфраструктура
На 2017 год в деревне было зарегистрировано 3 домохозяйства.